# Yolande av Bretagne
Yolande av Bretagne, född 1218, död 1272, var en bretonsk vasall. 
Hon var regerande grevinna av de bretonska grevskapen Penthièvre och Porhoet mellan 1237 och 1272. Hon var regent i grevskapen La Marche och Angoulême mellan 1250 och 1256 som förmyndare för sin minderårige son Hugo XII av Lusignan.